# Budmil
A Budmil egy magyar sport- és szabadidő-ruházati cégként indult. A márkanév Budapest és Milánó városok nevére utal.

## Története
1990-ben Budmil Kft. néven indult a cég, amely már részvénytársaságként működő vállalkozás. Egyik alapító tagja és ügyvezetője  Hegedüs Vilmos, aki rendkívül keménykezű vezetéssel alapozta meg a vállalatát. A cég egykor a harmadik volt  a rendszerváltás korabeli magyarországi sportruházati márkák rangsorában.[forrás?] Bár központja Magyarországon van, a gyártást   Távol-Keletre szervezte ki . A cég sikerét a tőkeerős nyugati konkurens márkák között a hazai hiánygazdálkodás piaci rései felismerésének, a megbízható minőségnek és a jól felépített imázsnak köszönheti.[forrás?]
A cég elsősorban divatos utcai ruházattal foglalkozik, de jelentős szerepe van a kínálatban a táskáknak és a cipőknek is.

## Díjai, elismerései
Magyarbrands díjazott fogyasztói márkák 2021